# Elżbietka
Elżbietka – część wsi Drygulec w Polsce, położona w województwie świętokrzyskim, w powiecie opatowskim, w gminie Wojciechowice.
W latach 1975–1998 Elżbietka administracyjnie należała do województwa tarnobrzeskiego.